# William Moseley (Schauspieler)

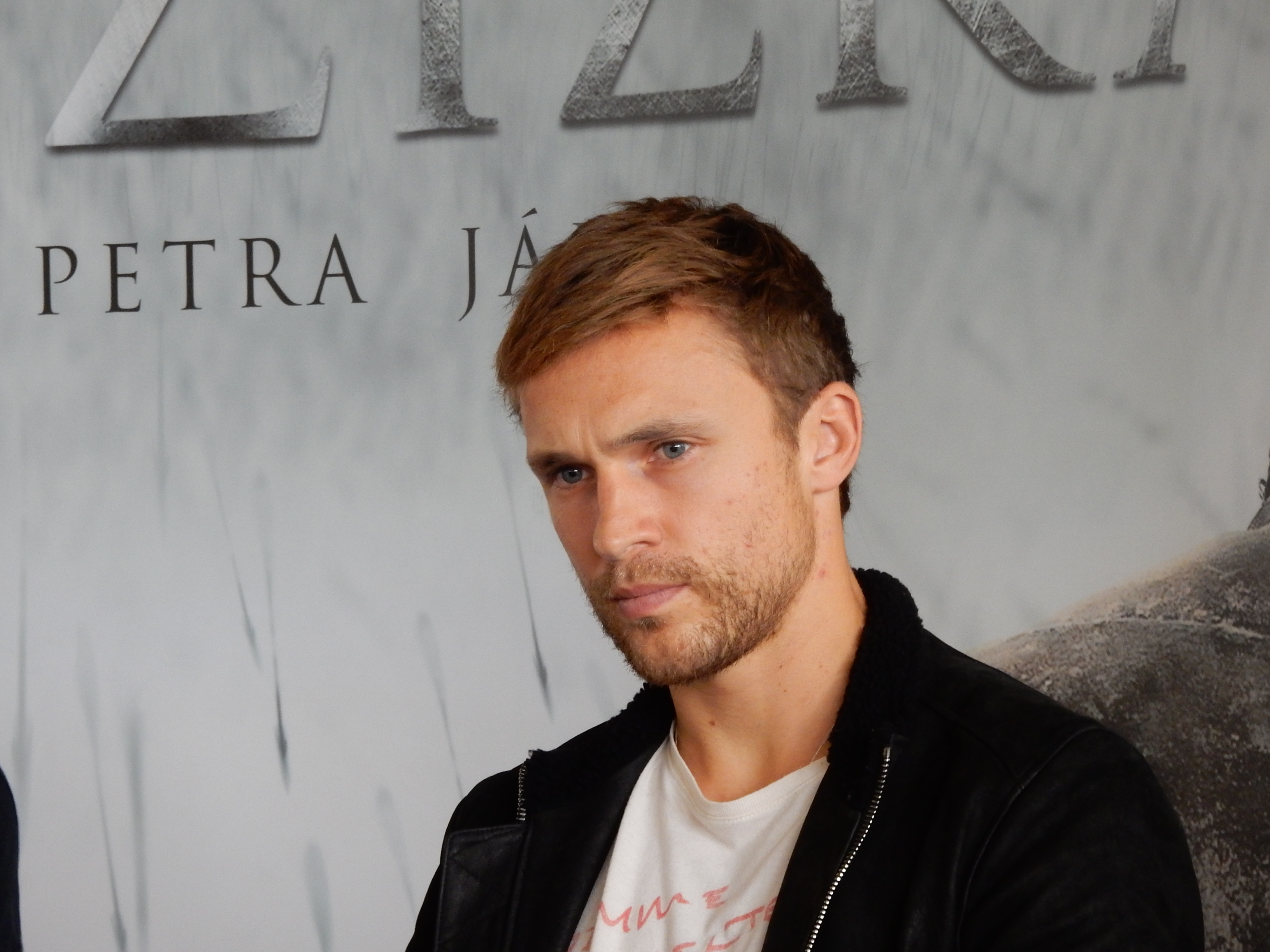
William Moseley 2018 bei der Pressekonferenz von Medieval

William Peter Moseley (* 27. April 1987 in Sheepscombe, Gloucestershire) ist ein britischer Filmschauspieler. Bekanntheit erlangte er als Peter Pevensie in der Literaturverfilmung Die Chroniken von Narnia.

## Leben
William Moseley ist das älteste von drei Kindern des britischen Kameramanns Peter Moseley. Bereits in der Schule zeigte sich Moseley an der Schauspielerei interessiert. Als er 10 Jahre alt war, wurde die Casting-Agentin Pippa Hall auf ihn aufmerksam. Sein Filmdebüt gab Moseley 1998 in Charles Beesons Drama Cider with Rosie in einer Statistenrolle ohne Text.
Nachdem Moseley in Stuart Ormes Drama Goodbye, Mr. Chips (2002) als Forrester eine Nebenrolle hatte, begann das Casting zu Andrew Adamsons Fantasyfilm Die Chroniken von Narnia: Der König von Narnia (2005), welches Pippa Hall leitete. Es dauerte 18 Monate, bis Moseley die Zusage erhielt, Peter Pevensie, einen der Hauptcharaktere des Romans von C. S. Lewis, darzustellen. In den Fortsetzungen der Narnia-Filmreihe, Prinz Kaspian von Narnia (2008) und Die Reise auf der Morgenröte (2010), spielte er ebenfalls die Rolle des Peter.
Bevor er die Rolle des Peter Pevensie bekam, war Moseley zu unzähligen Castings gegangen, unter anderem in Harry Potter für die Rolle des Ron Weasley, wurde aber nie engagiert. Nach einer zweijährigen Pause kehrte er 2012 mit einer Gastrolle in Perception zurück. Anschließend hatte er Hauptrollen in den Spielfilmen Street Run – Du bist dein Limit und Der stille Berg. Bei den Dreharbeiten zu Der stille Berg wurde Moseley von einem Blitz getroffen, konnte die Dreharbeiten aber nach nur kurzer Zeit fortsetzen.
Seit März 2015 verkörpert Moseley die Hauptrolle des Prinzen Liam in der E!-Dramaserie The Royals.

## Filmografie (Auswahl)
- 1995: Jefferson in Paris
- 1998: Cider with Rosie (Fernsehfilm)
- 2002: Goodbye, Mr. Chips (Fernsehfilm)
- 2005: Die Chroniken von Narnia: Der König von Narnia (The Chronicles of Narnia: The Lion, the Witch and the Wardrobe)
- 2008: Die Chroniken von Narnia: Prinz Kaspian von Narnia (The Chronicles of Narnia: Prince Caspian)
- 2010: Die Chroniken von Narnia: Die Reise auf der Morgenröte (The Chronicles of Narnia: The Voyage of the Dawn Treader)
- 2012: Perception (Fernsehserie, Episode 1x08)
- 2013: Street Run – Du bist dein Limit (Run)
- 2014: Der stille Berg (The Silent Mountain)
- 2015–2018: The Royals (Fernsehserie, 40 Episoden)
- 2016: Unfriend
- 2016: Carrie Pilby
- 2017: The Veil
- 2018: Die kleine Meerjungfrau (The Little Mermaid)
- 2019: In Like Flynn
- 2019: The Courier – Tödlicher Auftrag (The Courier)
- 2021: Land of Dreams
- 2022: Medieval
- 2022: Raven’s Hollow
- 2022: On the Line
- 2024: The Ballad of Davy Crockett

## Auszeichnungen
Nominierung
- Saturn Award: Bester Jugendlicher Hauptdarsteller in „Die Chroniken von Narnia: Der König von Narnia“
- Young Artist Award: Bester Jugendlicher Hauptdarsteller (Komödie/Drama) in „Die Chroniken von Narnia: Der König von Narnia“

Ausgezeichnet für „Die Chroniken von Narnia: Der König von Narnia“ mit dem
- CAMIE Award: gemeinsam mit Charlie Nelson (Walt Disney Pictures), Brigham Taylor (Vizepräsident Walt Disney Pictures), Mark Johnson (Produzent), Philip Steuer (Produzent), Douglas Gresham (Co-Produzent), Andrew Adamson (Regisseur), Ann Peacock (Drehbuchautorin), Christopher Markus (Drehbuchautor), Stephen McFeely (Drehbuchautor), Georgie Henley (Schauspielerin), Skandar Keynes (Schauspieler), Anna Popplewell (Schauspielerin)